# Economía en la Guerra Fría
La Guerra Fría fue un conflicto entre dos diferentes órdenes económicos. Por un lado, se encontraba Estados Unidos como liberal gracias al FMI (Fondo Monetario Internacional) y al GAET (Acuerdo General sobre Aranceles Aduaneros y Comercio). Mientras que, del otro extremo, se encontraba la URSS socialista que se organizó con el CAEM (Consejo de Ayuda Mutua Económica) y los acuerdos bilaterales establecidos con otras economías planificadas. Acercándose los 90s, el bando comunista estaba perdido ya que el capitalismo iba tomando su lugar en el mundo.
La Guerra Fría no debe reducirse a una disputa entre sistemas productivos, sus dimensiones económicas permanecen, en general, subestimadas en la historiografía. Cuando se trata de economía política internacional es más fácil para los historiadores generalizar. La guerra fría se presta a un análisis de paradigmas económicos.
Para los países capitalistas, significó un periodo de grandes transformaciones que llevaron a la necesidad de nuevas demandas políticas y culturales por parte de los sujetos sociales, pero, paralelamente constituyó un periodo de crecimiento económico y bienestar social, especialmente representado por Estados Unidos, durante lo que podemos conocer como “los años dorados del capitalismo”. 

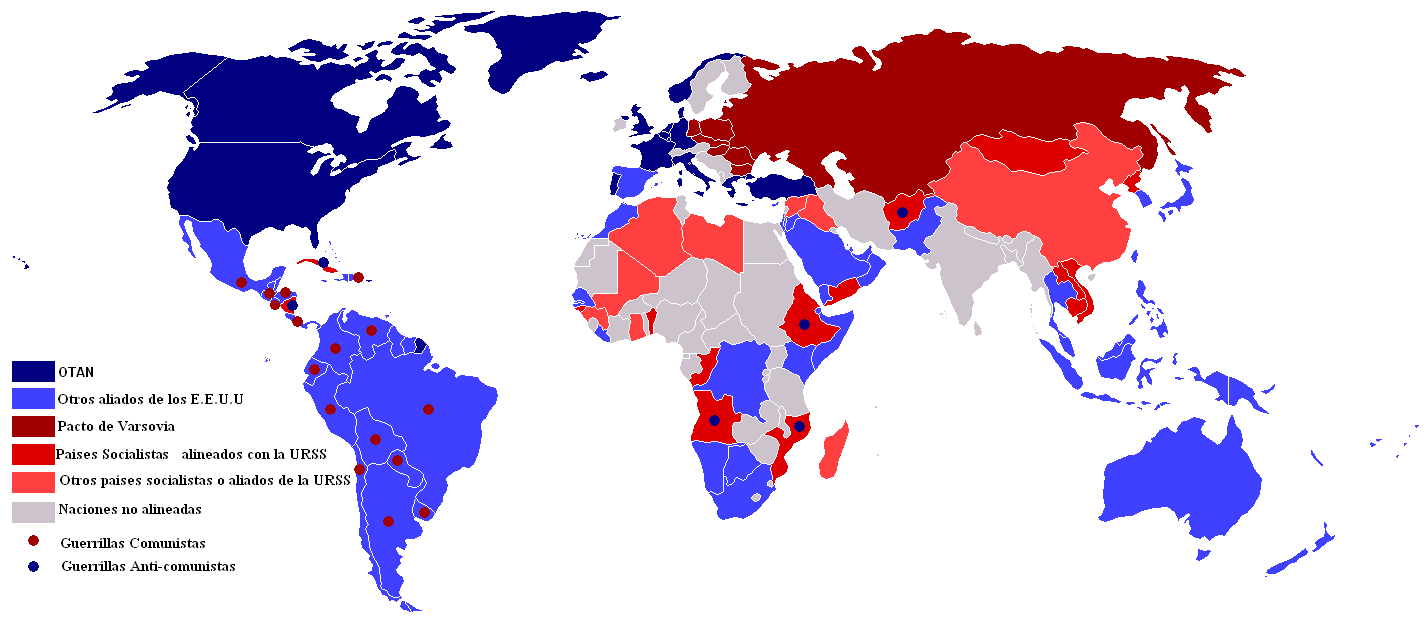
División por bloques en la Guerra Fría

Estados Unidos actuaba como liberal. Los años setenta puso fin a dos décadas de rápido crecimiento económico en los países capitalistas avanzados participantes de la OCDE (Organización para la Cooperación y el Desarrollo Económico), marcando así el descenso relativo en el poder económico de Estados Unidos.  
Después de ello, el orden económico liberal se enfrentó a muchos retos. Las recesiones agudas coincidieron con una inflación persistente, para disgusto de los economistas seguidores del keynesianismo, que durante mucho tiempo sostuvieron que el capitalismo podía manejarse para evitar recesiones prolongadas. Unos de los principales adversarios y críticos del capitalismo en este país eran La OPEP (Organización de Países Exportadores de Petróleo) y los proponentes del Tercer Mundo de un Nuevo Orden Económico Internacional antiliberal (NOEI). Los revolucionarios de derecha fueron los más provechosos en el tema. Hacia el final de la década, una revolución del mercado libre se estaba agitando en el mundo liberal. Se empezaba a conocer más la economía liberal, debido a que la sociedad observaba cambios más dinámicos. 
Durante la posguerra, la Unión Soviética, restauró y expandió su economía, pues, mantenían un control estrictamente centralizado. Así ayudó a la restauración de los países del bloque del este, mientras los convertía en Estados Satélite y los unía con una alianza militar cuando se fundó el Pacto de Varsovia en 1955 y el COMECON (Consejo de ayuda Militar Económica); suministró ayuda a la victoria del Partido Comunista de China. Los Aliados de la Unión Soviética durante la Segunda Guerra Mundial (Reino Unido y Estados Unidos), se convirtieron en sus enemigos para la Guerra Fría, por lo que se enfrentaron de una manera indirecta, usando la mayor parte de sus fuerzas.

## Consecuencias económicas

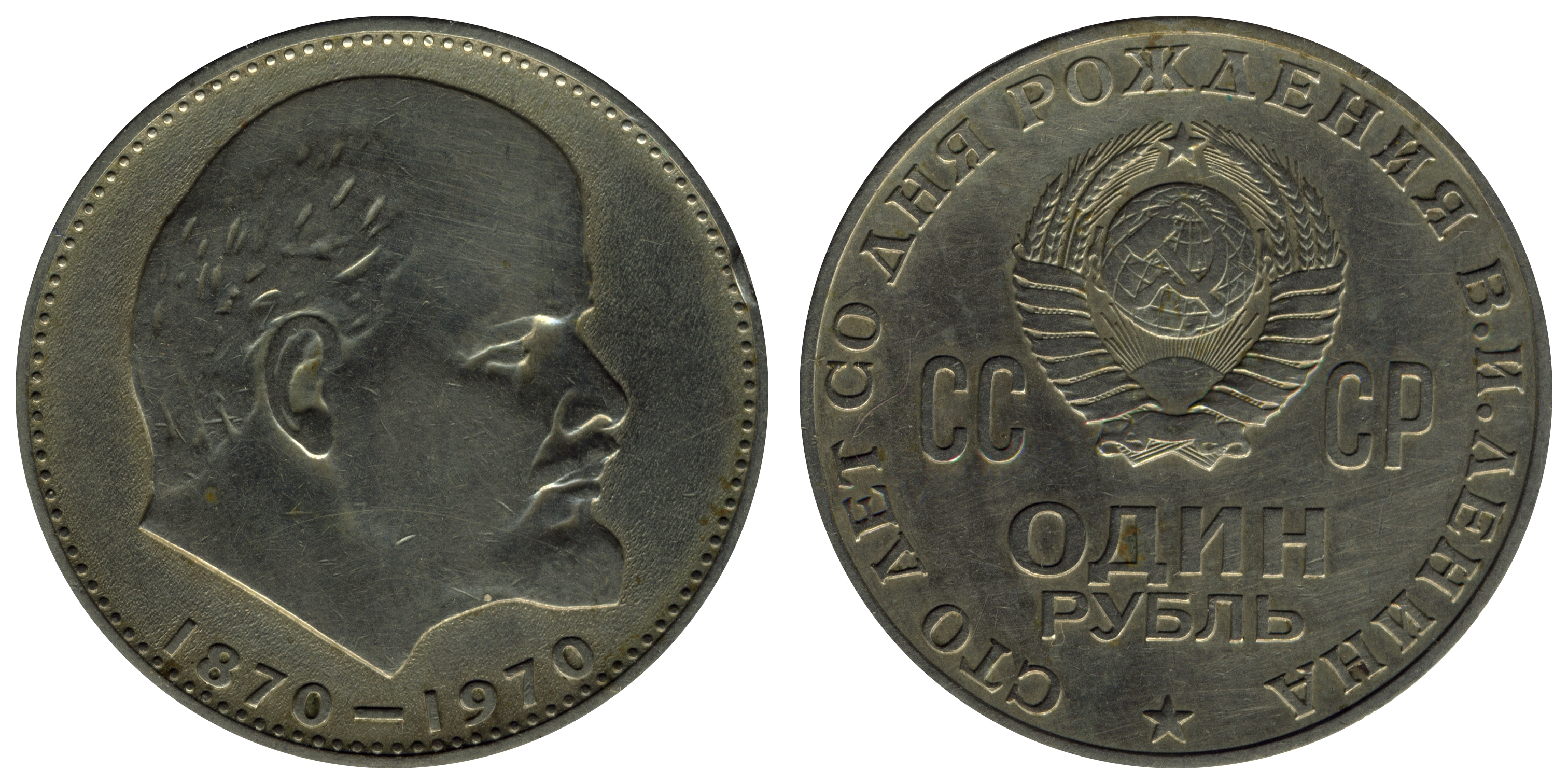
Rublo centenario de la URSS

Existen ciertos riesgos al tratar de ubicar los cambios del capitalismo durante la guerra fría en los años de 1970. Analizando los temas de riesgo que se dieron durante la guerra fría y el efecto que tuvo sobre la Economía Política Internacional, podemos saber que se da el re-descubrimiento del libre mercado, el crecimiento del capitalismo posindustrial, el resurgimiento de la globalización, etc. Esto ha provocado una disputa ideológica entre historiadores. Si tomamos un contexto histórico diferente, tenemos que analizarlo desde sus principios relacionados con los años setenta; en los que cambiaría la Economía Política Internacional y no en sí la Guerra Fría; más bien estaríamos hablando de la confusión económica de principios del siglo veintiuno involucrando diferentes implicaciones como lo fueron las hipotecas de alto riesgo, la crisis financiera global, la crisis del euro, entre otras.

### Rivalidad de ideas económicas
La geopolítica de la Guerra Fría se vio definida por las malas relaciones y rivalidad entre la Unión Soviética y los Estados Unidos. Alejando así los países socialistas de los liberales. En ambos lados, tanto en el este como el oeste, se observaron tasas de crecimiento magníficas durante los años de 1950 y 1960.
Siendo los rendimientos del gran crecimiento provenientes de la adición de nuevos factores de producción como lo fueron el trabajo, capital y tierra; diferente a lo que el crecimiento intensivo incluye, haciendo los factores existentes más productivos. En 1945 ambos lados quedaron con muchos trabajadores agrícolas que tuvieron que emigrar a las ciudades en busca del empleo industrial. El rápido crecimiento económico de la era de posguerra fluyó, en parte, por la gran transición del atasco. Sin embargo, las marcadas diferencias entre los mundos capitalista y socialista todavía estaban presentes, disminuyendo poco a poco a medida que avanzaba la Guerra Fría.
Por los años treinta, las empresas comerciales de Occidente eran mayormente consideradas privadas; y la Unión Soviética perseguía estrategias de acumulación forzada que construían industrias pesadas (carbón, acero, electricidad, etc.) a través de métodos violentos y coercitivos. Sin embargo, después de 1945, los sectores públicos se expandieron en Occidente, y la Unión Soviética comenzó a reorientar sus planes económicos hacia las necesidades de los consumidores.

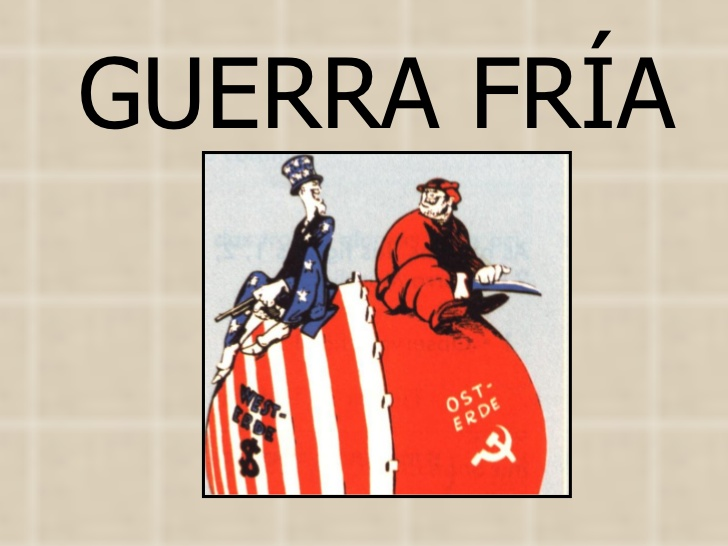
Representación acerca de la lucha: capitalismo vs socialismo

### Las Transformaciones que tuvo la Guerra Fría
En comparación con la década de 1930, cuando la Unión Soviética logró una autonomía sustancial del mundo capitalista, las relaciones fronterizas económicas desarrolladas en la Guerra Fría, durante los años setenta, se fueron agudizando. Sin embargo, la agitación económica de la década se originó en Occidente, y los propagandistas soviéticos no perdieron la oportunidad de señalar que las crisis recurrentes del capitalismo habían regresado. Sin embargo, la despreocupación no impidió el derrame. En la década de 1980, la Unión Soviética tuvo una implosión, Europa del este desertó y China abrió, el sistema socialista se desintegró, llevando la Guerra Fría a un final efectivo.
Existe un enfoque que presenta la crisis del socialismo como endógeno al sistema socialista. Desde este punto de vista, las explicaciones para el fracaso no necesitan buscar más allá de las ineficiencias y limitaciones inherentes a la economía de comando socialista. Otro enfoque, que atrajo menos partidarios, propone en cambio que el sistema socialista permaneció estable, pero fue víctima de desarrollos exógenos en la economía mundial capitalista. La mayoría de los estudiosos se ubican en algún lugar entre estas dos posiciones y enfatizan tanto las fallas endógenas del sistema socialista como su incapacidad para adaptarse a las cambiantes condiciones internacionales.

### Plan Marshall
Se trató de un programa de recuperación europea formado en abril de 1948 hasta diciembre de 1951. Fue creado y patrocinado por Estados Unidos diseñado para que 17 países de occidente y del sur de Europa retomaran sus economías, así creando entornos donde instituciones democráticas pudieran estar estables. Estados Unidos temiendo la pobreza, desempleo y dislocación después de la Segunda Guerra Mundial ideó este programa. Este se dio a conocer el 5 de junio de 1947, en un discurso en la Universidad de Harvard, cuando el secretario de Estado, George C. Marshall, propuso la idea de un programa de autoayuda europeo financiado por Estados Unidos.

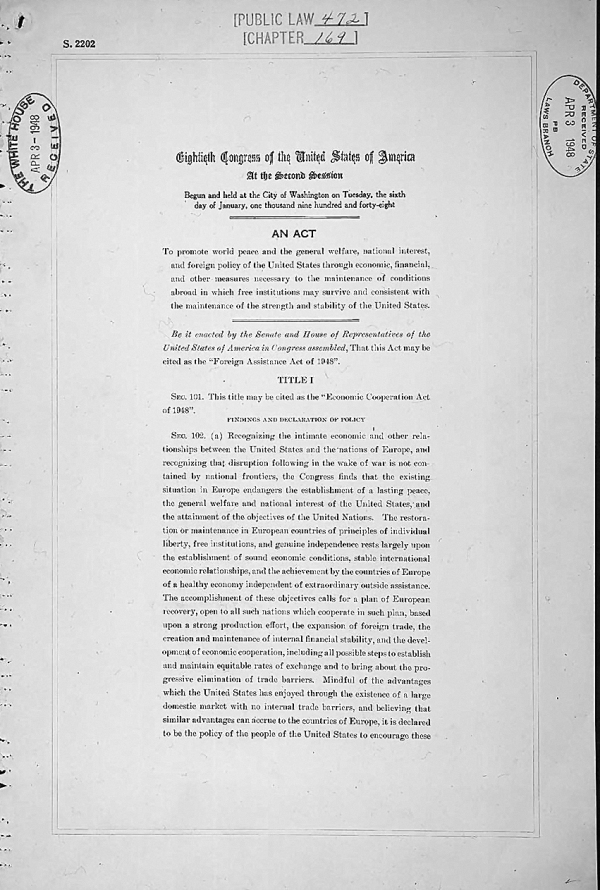
Página frontal del Plan Marshall

Sobre la base de un plan unificado para la reconstrucción económica de Europa occidental presentada por un comité representando a 16 países, el Congreso de Estados Unidos autorizó el establecimiento del Programa de Recuperación Europea, que fue firmado por el presidente Harry S. Truman. La ayuda fue originalmente ofrecido a casi todos los países europeos, entre los menores de la ocupación militar por la Unión Soviética. Los soviéticos se retiraron desde el principio de la participación en el plan, sin embargo, pronto fueron seguidos por las otras naciones del este de Europa bajo su influencia. Esto dejó a los siguientes países para participar en el plan: Austria, Bélgica, Dinamarca, Francia, Grecia, Islandia, Irlanda, Italia, Luxemburgo, los Países Bajos, Noruega, Portugal, Suecia, Suiza, Turquía, el Reino Unido y el oeste de Alemania.
Bajo la dirección de Paul G. Hoffman salió la Administración de Cooperación Económica (ACE), una oficina especialmente creada para el plan, distribuyendo en los próximos cuatro años unos $13 mil millones de dólares en ayuda económica, ayudando a restaurar la producción industrial y agrícola, establecer la estabilidad financiera, y expandir el comercio. Subvenciones directas representaron la gran mayoría de la ayuda mientras que el resto fue en forma de préstamos. Fue así como se creó  el Comité de Cooperación Económica Europea para sugerir un programa de recuperación de cuatro años. Esta organización fue reemplazado más tarde por la permanente OECE (Organización Europea para la Cooperación Económica), a la que Alemania Occidental fue finalmente admitido.
El Plan Marshall fue muy exitoso, en los cuales, los países de Europa occidental involucrados llegaron a  experimentar un aumento en su producto nacional bruto de 15 a 25 por ciento durante este período. El plan ha llegado a contribuir en gran medida a la rápida renovación, ingenieras y acero de Europa Occidental.

## Economía de los Estados Unidos durante la Guerra Fría
Durante cuatro décadas, el gobierno de los Estados Unidos libró la Guerra Fría. Esto provocó cambios masivos en la asignación de recursos, con efectos en muchas dimensiones del desempeño económico de la nación. La economía de la Guerra Fría derivó de la asignación de recursos por parte del gobierno, pero, en el contexto de las instituciones políticas estadounidenses, las acciones del gobierno no pueden entenderse completamente si no es por las preferencias del público y la política que conectaba a los gobernantes y los gobernados.
Los asuntos militares estadounidenses posteriores a la Segunda Guerra Mundial y la preparación para la participación real en la guerra dieron lugar a procesos políticos característicos.
La Segunda Guerra Mundial arrojó una sombra enorme a lo largo de los años que siguieron en los Estados Unidos, además de las inmensas consecuencias económicas, los legados institucionales y constitucionales de la guerra se vislumbraron muy grandes. Los efectos ideológicos también fueron tremendos.

### El Gasto modo Militar
Culminando un período de recesión, el gasto militar real alcanzó su bajo presupuesto en la posguerra en 1947, con $50 en dólares corrientes, equivalentes a aproximadamente el 4.3 por ciento del PNB (producto nacional bruto), pero, en 1947 las relaciones con la Unión Soviética se deterioraron, especialmente a los ojos del presidente y los funcionarios del Departamento de Estado y el Departamento de Defensa.
Winston Churchill había advertido que una cortina de hierro estaba descendiendo entre la Europa controlada por los soviéticos y Occidente. Para la gente del Main Street, sin embargo, otras preocupaciones tenían prioridad. Aunque las encuestas mostraban una creciente conciencia de la agresividad soviética, la mayoría de los estadounidenses aún no estaban preparados para emprender el peligroso y costoso trabajo de oponerse a Rusia.
Los eventos llegaron al rescate de la administración cuando los comunistas tomaron el gobierno checoslovaco a principios de 1948; además, el teniente general Lucius Clay, gobernador militar de la zona de Estados Unidos en Alemania, ayudó a crear una advertencia de guerra enviando un telegrama, que posteriormente se publicó, advirtiendo que la guerra entre los Estados Unidos y la Unión Soviética podría ocurrir "con dramática brusquedad".
En marzo, el presidente Truman solicitó una asignación de defensa suplementaria de más de $ 3 mil millones, que el Congreso aprobó rápidamente. Con la esperanza de una respuesta de la ciudadanía en torno a la manifestación mientras buscaba la reelección, Truman pronunció un importante discurso que destacó el peligro de la guerra con los soviéticos, denunció su "acción despiadada" y su "diseño claro" para dominar Europa.
Con estos eventos, la Guerra Fría definitivamente había comenzado. El Congreso aprobó el presupuesto de defensa para el año fiscal de 1949, que fueron aproximadamente un 20 por ciento más altas que las del año fiscal de 1948. 
La crisis de Berlín que comenzó a mediados de 1948, la conquista comunista de China, la prueba nuclear soviética y la formación de la OTAN  (Organización del Tratado del Atlántico Norte) en 1949 y el estallido de la guerra de Corea a mediados de 1950 garantizaron que la súper-rivalidad y el enfrentamiento que se conoció como la Guerra Fría (un estado de emergencia nacional crónica y una preparación militar sostenida que no tenía precedente en la historia estadounidense)  seguiría siendo la realidad predominante de los asuntos exteriores y de defensa de EE. UU. durante las próximas cuatro décadas, terminando únicamente con la ruptura del Bloque Este y luego de la Unión Soviética en 1990 y 1991, respectivamente.

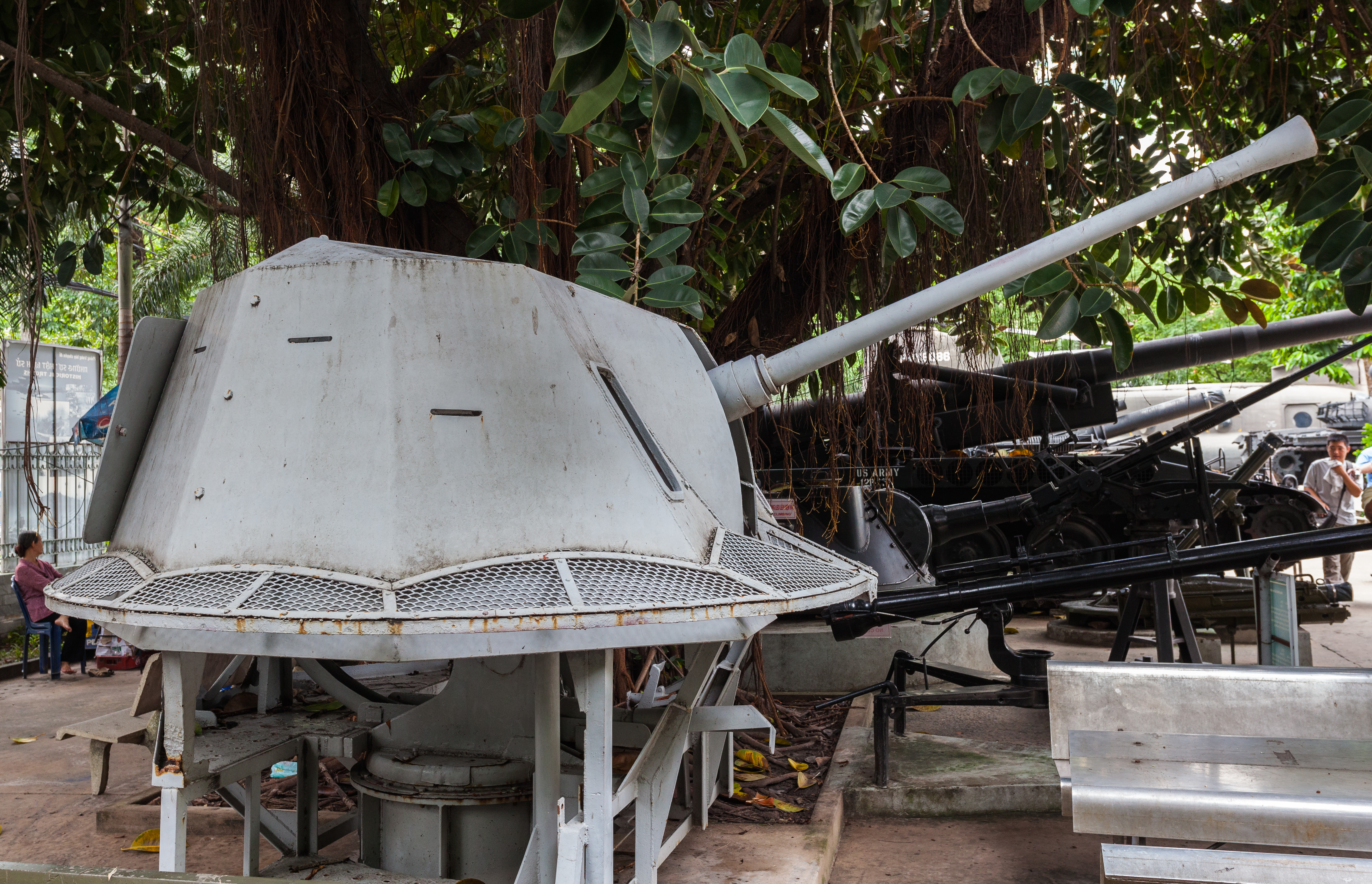
Vestigios de la artillería empleada en la guerra de Vietnam

La desaceleración subsiguiente duró solo dos años, dejando los desembolsos anuales de defensa durante la próxima década casi tres veces más que lo que habían sido a fines de la década de 1940. Durante el período de 1947-50, el gasto militar real anual nunca superó los $ 60 mil millones; después de 1952, nunca cayó por debajo de $ 143 mil millones, y por lo general era sustancialmente más alto. Samuel Huntington, estudioso destacado de la política de defensa de Estados Unidos, especuló que "sin la guerra, el aumento probablemente habría sido aproximadamente del tamaño de 1948-1949", es decir, 20 por ciento, en lugar de casi 200 por ciento.
Después de 1965, el surgimiento de la guerra de Vietnam llevó las compras de defensa reales a un pico en 1968. La consiguiente desaceleración es la más difícil de interpretar hasta la fecha; después de mantenerse firme en 1972, el monto de los gastos militares continuó descendiendo hasta tocar fondo en 1976. En enero de 1973, con solo 30,000 militares estadounidenses restantes en Vietnam, el gobierno de Nixon dio por terminado el proyecto, y el Acuerdo de Paz de París preveía la retirada de todas las fuerzas de Estados Unidos restantes en Vietnam.
De 1948 a 1989, el PNB real aumentó a una tasa promedio de 3.1 por ciento por año. Las tasas de crecimiento promedio de las partes componentes del PNB real fueron las siguientes: gasto privado real: 3.0% por año; gasto real no militar del gobierno: 4.5% por año; y gasto militar real: 1.9% por año.

### Política Económica
Desde 1948 hasta finales de los 60, la ideología dominante de la Guerra Fría y un consenso bipartidista sobre defensa y política exterior, centrado en la contención global del comunismo y la disuasión de un ataque soviético contra Europa occidental o Estados Unidos, respaldaron la inédita asignación de recursos al establecimiento militar "en tiempo de paz".
La hostilidad retórica del presidente Reagan hacia el "imperio del mal" de la Unión Soviética y la posición generalmente dura de su administración, especialmente durante su primer mandato, dio un brillo renovado a la deslucida ideología de la Guerra Fría.
Los costos de oportunidad restringieron constantemente las actividades militares a lo largo de la Guerra Fría. En la crisis de 1948, e inmediatamente después, Truman se resistió a las recomendaciones de un enorme aumento en el gasto militar facilitado por el aumento de los impuestos o la imposición de controles económicos porque estaba convencido de que estos cursos eran notables desde el punto de vista político o factible.
Se decía que Nixon se dio cuenta de que por razones económicas la guerra simplemente estaba costando demasiado, y por el bien de la paz y la tranquilidad domésticas, tuvo que recortar el compromiso estadounidense con Vietnam "; la reducción fue forzada. La administración de Nixon se dedicó a reducir la participación estadounidense en los combates, terminar el reclutamiento y finalmente retirar todos los EE. UU. fuerzas de Vietnam, por lo que fue recompensado con una aplastante reelección en 1972.

### Conclusiones
La era de la Guerra Fría fue testigo de una nueva relación de la actividad militar con la economía política de los Estados Unidos. Antes de la Segunda Guerra Mundial, la asignación de recursos a fines militares se mantuvo en niveles simbólicos, por lo general no más del 1 por ciento del PNB (producto nacional bruto), excepto durante la guerra real, que ocurrió con frecuencia. El tiempo de guerra y el tiempo de paz fueron distintos, y durante el tiempo de paz, es decir, casi todo el tiempo, el costo de oportunidad social de armas de fuego era casi nulo. El antiguo régimen terminó en 1940.
La aceleración masiva de principios de la década de 1940 llevó la porción militar del PIB (producto interno bruto) a más del 41 por ciento en su pico en 1943-1944. A pesar de una enorme desaceleración después de la caída, en 1947, en la depresión de la posguerra, el sector militar aún representó el 4.3 por ciento del PNB, tres veces la cuota de 1939.
El alto nivel básico de gastos de defensa durante la Guerra Fría resultó de la ideología dominante del anticomunismo global, que convocó diversas doctrinas de política exterior (por ejemplo, la Doctrina Truman, represalias masivas, la Doctrina Reagan) y compromisos militares (por ejemplo, la OTAN), tratados bilaterales de defensa, asesores militares de los Estados Unidos en América Latina. La “ideology alone”, sin embargo, fue un apoyo insuficiente, y las crisis episódicas desempeñaron un papel esencial en el mantenimiento del apoyo público a los grandes gastos militares. La élite nacional de seguridad advirtió sobre un "vacío" tras otro, la mayoría de los cuales se volvieron exagerados o inexistentes. Dado el secreto en el que se guardaba mucha información relacionada con la defensa, era inevitable que la élite nacional de seguridad utilizara su acceso exclusivo a la información para promover sus propios intereses, que a veces entraban en conflicto con las preferencias del público. Hubo límites, sin embargo, y en las luchas políticas, los intereses militares a veces se pierden. Las autoridades no siempre podían inducir al error a la ciudadanía, especialmente cuando estaban involucradas muchas muertes y el aumento de los impuestos, incluida la inflación no anticipada. Pero las limitaciones impuestas a los responsables de las políticas, sujetas al desplazamiento informativo e ideológico y receptivas a la crisis percibida, eran en sí mismas elásticas y manipulables.